# Championnat NCAA de football américain 2007
Navigation
Édition précédente Édition suivante
Le Championnat NCAA de football américain 2007 est le plus haut niveau de compétition de football américain universitaire aux États-Unis organisée par la National Collegiate Athletic Association (NCAA).
La saison régulière débute le 30 août 2007 et se termine le 1er décembre 2007. Les séries éliminatoires se terminent le 7 janvier 2008 avec le match du BCS National Championship à La Nouvelle-Orléans, où les Tigers de LSU, no 2 de la saison, battent les Buckeyes d'Ohio State et remportent leur deuxième titre BCS et leur troisième titre national.
Pour la deuxième fois seulement dans l'ère des séries de championnats Bowl, aucune équipe FBS ne termine la saison invaincue. Les Jayhawks du Kansas sont la seule équipe issue d'une conférence de qualification automatique de la BCS à terminer la saison avec une seule défaite.

## Changement de règles
Après que les entraîneurs désapprouvent les changements apportés au règles lors de la saison 2006, les changements suivants ont été apportés :
- Au kickoff, le chronomètre ne démarre pas tant que le ballon n'est pas touché sur le terrain.
- En cas de changement de possession, le chronomètre ne commencera qu'au moment du snap.

La tentative de réduction du temps de jeu recherchée par ces règles est couronnée de succès, réduisant la durée moyenne d'un match de football universitaire de 3h21 en 2005 à 3h07 en 2006. Cependant, le temps de jeu réduit diminue également le nombre moyen de jeux dans un match de 13, le nombre de yards offensives de 66 par match et le nombre de points en moyenne par match de 5.
Les autres changements de règles pour la saison 2007 incluent, :
- Déplacement de la ligne de kickoff des 35 yards aux 30 yards, qui correspond à celle utilisée dans la National Football League (NFL) de 1994 à 2010, afin de réduire le nombre de touchbacks.
- Amener le chronomètre de 25 secondes à 15 secondes après un temps mort publicitaire.
- Les temps morts d’équipe pour les matchs télévisés passent de 60 à 30 secondes.
- Permettre que les pénalités contre l'équipe de kickoff lors du coup d'envoi soient ajoutées à l'endroit de la fin du retour, évitant ainsi un second kick, tout en respectant la règle de la NFL.
- Une fois que l'arbitre donne le ballon au botteur, le chronomètre des 25 secondes commence.
- Les coups d'envoi en dehors des limites sont maintenant pénalisés à 35 yards du point du kickoff ou d'un nouveau coup d'envoi avec une pénalité de cinq yards.
- Les défenseurs ne peuvent utiliser aucune partie du corps d'un coéquipier pour sauter par-dessus un adversaire afin de bloquer un coup de pied.

## L'année du désordre et la malédiction duno2

### L'année du désordre
La saison 2007 est marquée par la fréquence avec laquelle les équipes classées sont tombées contre des adversaires moins bien classés ou non classés, ce qui amène les médias à qualifier la saison d '« Année du désordre »,.
Un adversaire non classé ou moins bien classé bat une équipe mieux classée 59 fois au cours de la saison régulière. Les équipes classées parmi les cinq meilleures du classement Associated Press (AP) sont défaites par leurs adversaires non classés 13 fois au cours de la saison régulière, établissant un nouveau record dans l'histoire du sondage AP quand au moins 20 équipes sont classées. La seule autre saison à avoir connu plus de tels débordements a été 1967, une des sept saisons au cours desquelles le sondage AP Poll ne classe que dix équipes
Le chaos commence le premier week-end de la saison lorsque les Mountaineers d'Appalachian State battent les Wolverines de l'université du Michigan, n ° 5, au Michigan Stadium, ce qui est immédiatement salué comme l'un des plus grands bouleversements de l'histoire du football universitaire. Les Mountaineers deviennent la deuxième équipe FCS à vaincre un adversaire classé dans la FBS, et la première à le faire contre une des cinq meilleures équipes,,.

### La malédiction duno2
La saison 2007 devient connue pour la « malédiction du n ° 2 », où l'équipe classée n ° 2 par le sondage AP est battue sept fois au cours des neuf dernières semaines de la saison régulière.
Les sept défaites : 
- Stanford bat l'USC, 24–23, le 6 octobre au Los Angeles Memorial Coliseum[11]. Ce résultat est particulièrement remarquable du fait que USC a pour habitude de remporter ses matchs par 41 points, qu'ils viennent d'enregistrer 35 victoires consécutives à domicile et 24 dans la Pac-10. Les deux séries se terminent avec cette défaite[12].
- Oregon State bat California, 31–28, le 13 octobre 2007 au California Memorial Stadium[13].
- Rutgers bat South Florida, 30–27, le 18 octobre 2007 au Rutgers Stadium[14].
- Florida State bat Boston College, 27–17, le 3 novembre à l'Alumni Stadium[15].
- Arizona bat Oregon, 34–24, le 15 novembre à l'Arizona Stadium[16].
- Missouri bat Kansas, 36–28, le 24 novembre à l'Arrowhead Stadium dans un Border War (en), le match entre les rivaux, Kansas et Missouri. C'est le seul match où le vainqueur est également une équipe classée[17].
- Pittsburgh bat West Virginia, 13–9, le 1er décembre au Mountaineer Field  dans un Backyard Brawl, la rivalité entre les Panthers et les Mountaineers[18].

Les équipes classées no 1 et no 2 n'ont pas perdu la même semaine de la saison depuis 1996. En 2007 seulement, ils ont chuté trois fois au cours du même week-end, y compris lors des deux dernières semaines de la saison régulière. : 
- LSU (1) battu par Kentucky 43–37, avec trois prolongations[20], et California (2) battu par Oregon State 31–28 le 13 octobre[13].

- LSU (1) battu par Arkansas 50–48 avec trois prolongations le 23 novembre[21], et Kansas (2) battu par Missouri (3) 36–28 le 24 novembre[17].
- Missouri (1) battu par Oklahoma (9) 38–17 lors du Big 12 Championship Game[22], et West Virginia (2) battu par Pittsburgh 13–9 le 1er décembre[18].

## Les conférences
Le seul changement dans la composition des conférences pour la saison 2007 a lieu lorsque Temple quitte son statut d'indépendant pour devenir le 13e membre de la Mid-American Conference.
Aucune équipe n’est montée de la Division I FCS, le nombre d’écoles FBS de Division I restant alors fixé à 119.
| Atlantic Coast | Big 12         | Conf. USA      | Southeastern      | Western Athletic | Mid-American      | Big East      | Big Ten        | Mountain West   | Pacific Ten      | Sun Belt              | Indépendants |
| -------------- | -------------- | -------------- | ----------------- | ---------------- | ----------------- | ------------- | -------------- | --------------- | ---------------- | --------------------- | ------------ |
| Boston College | Baylor         | East Carolina  | Alabama           | Boise State      | Akron             | Cincinnati    | Illinois       | Air Force       | Arizona          | Arkansas State        | Notre Dame   |
| Clemson        | Colorado       | Houston        | Arkansas          | Fresno State     | Ball State        | Connecticut   | Indiana        | BYU             | Arizona Sate     | Florida Atlantic      | Army         |
| Duke           | Iowa State     | Marshall       | Auburn            | Hawaii           | Bowling Green     | Louisville    | Iowa           | Colorado State  | California       | Florida International | Navy         |
| Florida State  | Kansas         | Memphis        | Florida           | Idaho            | Buffalo           | Pittsburgh    | Michigan       | New Mexico      | Oregon           | Louisiana-Lafayette   |              |
| Georgia Tech   | Kansas State   | Rice           | Georgia           | Louisiana Tech   | Central Michigan  | Rutgers       | Michigan State | San Diego State | Oregon State     | Louisiana-Monroe      |              |
| Maryland       | Missouri       | SMU            | Kentucky          | Nevada           | Eastern Michigan  | South Florida | Minnesota      | TCU             | Stanford         | Middle Tennessee      |              |
| Miami          | Nebraska       | Southern Miss. | LSU               | New Mexico State | Kent State        | Syracuse      | Northwestern   | UNLV            | UCLA             | North Texas           |              |
| North Carolina | Oklahoma       | Tulane         | Mississippi       | San Jose State   | Miami (Ohio)      | West Virginia | Ohio State     | Utah            | USC              | Troy                  |              |
| NC State       | Oklahoma State | Tulsa          | Mississippi State | Utah State       | Northern Illinois |               | Penn State     | Wyoming         | Washington       |                       |              |
| Virginia       | Texas          | UAB            | South Carolina    |                  | Ohio              |               | Purdue         |                 | Washington State |                       |              |
| Virginia Tech  | Texas A&M      | UCF            | Tennessee         |                  | Temple            |               | Wisconsin      |                 |                  |                       |              |
| Wake Forest    | Texas Tech     | UTEP           | Vanderbilt        |                  | Toledo            |               |                |                 |                  |                       |              |
|                |                |                |                   |                  | Western Michigan  |               |                |                 |                  |                       |              |

## Résultats par conférence

### Atlantic Coast Conference
Les Hokies de Virginia Tech remportent la conférence.
| Équipe               | Conférence | Conférence | Conférence | Total | Total | Total |
| Équipe               | V          | D          | N          | V     | D     | N     |
| -------------------- | ---------- | ---------- | ---------- | ----- | ----- | ----- |
| Boston College       | 6          | 2          | 0          | 11    | 3     | 0     |
| Clemson              | 5          | 3          | 0          | 9     | 4     | 0     |
| Wake Forest          | 5          | 3          | 0          | 9     | 4     | 0     |
| Florida State        | 4          | 4          | 0          | 7     | 6     | 0     |
| Maryland             | 3          | 5          | 0          | 6     | 7     | 0     |
| North Carolina State | 3          | 5          | 0          | 5     | 7     | 0     |

| Équipe         | Conférence | Conférence | Conférence | Total | Total | Total |
| Équipe         | V          | D          | N          | V     | D     | N     |
| -------------- | ---------- | ---------- | ---------- | ----- | ----- | ----- |
| Virginia Tech  | 7          | 1          | 0          | 11    | 3     | 0     |
| Virginia       | 6          | 2          | 0          | 9     | 4     | 0     |
| Georgia Tech   | 4          | 4          | 0          | 7     | 6     | 0     |
| North Carolina | 3          | 5          | 0          | 4     | 8     | 0     |
| Miami (FL)     | 2          | 6          | 0          | 5     | 7     | 0     |
| Duke           | 0          | 8          | 0          | 1     | 11    | 0     |

| Hokies de Virginia Tech | 30-16 | Eagles de Boston college |

### Big 12 Conference
Les Sooners de l'Oklahoma se couronnent champions de la conférence.
| Équipe       | Conférence | Conférence | Conférence | Total | Total | Total |
| Équipe       | V          | D          | N          | V     | D     | N     |
| ------------ | ---------- | ---------- | ---------- | ----- | ----- | ----- |
| Kansas       | 7          | 1          | 0          | 12    | 1     | 0     |
| Missouri     | 7          | 1          | 0          | 12    | 2     | 0     |
| Colorado     | 4          | 4          | 0          | 6     | 7     | 0     |
| Kansas State | 3          | 5          | 0          | 5     | 7     | 0     |
| Nebraska     | 2          | 6          | 0          | 5     | 7     | 0     |
| Iowa State   | 2          | 6          | 0          | 3     | 9     | 0     |

| Équipe         | Conférence | Conférence | Conférence | Total | Total | Total |
| Équipe         | V          | D          | N          | V     | D     | N     |
| -------------- | ---------- | ---------- | ---------- | ----- | ----- | ----- |
| Oklahoma       | 6          | 2          | 0          | 11    | 3     | 0     |
| Texas          | 5          | 3          | 0          | 10    | 3     | 0     |
| Texas Tech     | 4          | 4          | 0          | 9     | 4     | 0     |
| Oklahoma State | 4          | 4          | 0          | 7     | 6     | 0     |
| Texas A&M      | 4          | 4          | 0          | 7     | 6     | 0     |
| Baylor         | 0          | 8          | 0          | 3     | 9     | 0     |

| Sooners de l'Oklahoma | 21-7 | Tigers du Missouri |

### Big East Conference
Les Mountaineers de la Virginie occidentale sont sacrés champions de conférence.
| Équipe        | Conférence | Conférence | Conférence | Total | Total | Total |
| Équipe        | V          | D          | N          | V     | D     | N     |
| ------------- | ---------- | ---------- | ---------- | ----- | ----- | ----- |
| West Virginia | 5          | 2          | 0          | 11    | 2     | 0     |
| Connecticut   | 5          | 2          | 0          | 9     | 4     | 0     |
| Cincinnati    | 4          | 3          | 0          | 10    | 3     | 0     |
| South Florida | 4          | 3          | 0          | 9     | 4     | 0     |
| Rutgers       | 3          | 4          | 0          | 8     | 5     | 0     |
| Louisville    | 3          | 4          | 0          | 6     | 6     | 0     |
| Pitt          | 3          | 4          | 0          | 5     | 7     | 0     |
| Syracuse      | 1          | 6          | 0          | 2     | 10    | 0     |

### Big Ten Conference
Les Buckeyes d'Ohio State remportent conférence.
| Équipe         | Conférence | Conférence | Conférence | Total | Total | Total |
| Équipe         | V          | D          | N          | V     | D     | N     |
| -------------- | ---------- | ---------- | ---------- | ----- | ----- | ----- |
| Ohio State     | 7          | 1          | 0          | 11    | 2     | 0     |
| Illinois       | 6          | 2          | 0          | 9     | 4     | 0     |
| Michigan       | 6          | 2          | 0          | 9     | 4     | 0     |
| Wisconsin      | 5          | 3          | 0          | 9     | 4     | 0     |
| Penn State     | 4          | 4          | 0          | 9     | 4     | 0     |
| Iowa           | 4          | 4          | 0          | 6     | 6     | 0     |
| Purdue         | 3          | 5          | 0          | 8     | 5     | 0     |
| Indiana        | 3          | 5          | 0          | 7     | 6     | 0     |
| Michigan State | 3          | 5          | 0          | 7     | 6     | 0     |
| Northwestern   | 3          | 5          | 0          | 6     | 6     | 0     |
| Minnesota      | 0          | 8          | 0          | 1     | 11    | 0     |

### Conference USA
Les Knights de l'UCF sont champions de conférence.
| Équipe               | Conférence | Conférence | Conférence | Total | Total | Total |
| Équipe               | V          | D          | N          | V     | D     | N     |
| -------------------- | ---------- | ---------- | ---------- | ----- | ----- | ----- |
| UCF                  | 7          | 1          | 0          | 10    | 4     | 0     |
| East Carolina        | 6          | 2          | 0          | 8     | 5     | 0     |
| Memphis              | 6          | 2          | 0          | 7     | 6     | 0     |
| Southern Mississippi | 5          | 3          | 0          | 7     | 6     | 0     |
| Marshall             | 3          | 5          | 0          | 3     | 9     | 0     |
| UAB                  | 1          | 7          | 0          | 2     | 10    | 0     |

| Équipe  | Conférence | Conférence | Conférence | Total | Total | Total |
| Équipe  | V          | D          | N          | V     | D     | N     |
| ------- | ---------- | ---------- | ---------- | ----- | ----- | ----- |
| Tulsa   | 6          | 2          | 0          | 10    | 4     | 0     |
| Houston | 6          | 2          | 0          | 8     | 5     | 0     |
| Tulane  | 3          | 5          | 0          | 4     | 8     | 0     |
| Rice    | 3          | 5          | 0          | 3     | 9     | 0     |
| UTEP    | 2          | 6          | 0          | 4     | 8     | 0     |
| SMU     | 0          | 8          | 0          | 1     | 11    | 0     |

| Knights d'UCF | 44-25 | Golden Hurricane de Tulsa |

### Mid-American Conference
Les Chippewas de Central Michigan s'imposent en finale de conférence contre les Redhawks de Miami.
| Équipe              | Conférence | Conférence | Conférence | Total | Total | Total |
| Équipe              | V          | D          | N          | V     | D     | N     |
| ------------------- | ---------- | ---------- | ---------- | ----- | ----- | ----- |
| Bowling Green State | 6          | 2          | 0          | 8     | 5     | 0     |
| Miami (OH)          | 5          | 2          | 0          | 6     | 7     | 0     |
| Buffalo             | 5          | 3          | 0          | 5     | 7     | 0     |
| Ohio                | 4          | 4          | 0          | 6     | 6     | 0     |
| Temple              | 4          | 4          | 0          | 4     | 8     | 0     |
| Akron               | 3          | 5          | 0          | 4     | 8     | 0     |
| Kent State          | 1          | 7          | 0          | 3     | 9     | 0     |

| Équipe            | Conférence | Conférence | Conférence | Total | Total | Total |
| Équipe            | V          | D          | N          | V     | D     | N     |
| ----------------- | ---------- | ---------- | ---------- | ----- | ----- | ----- |
| Central Michigan  | 6          | 1          | 0          | 8     | 6     | 0     |
| Ball State        | 5          | 2          | 0          | 7     | 6     | 0     |
| Western Michigan  | 3          | 4          | 0          | 5     | 7     | 0     |
| Eastern Michigan  | 3          | 4          | 0          | 4     | 8     | 0     |
| Toledo            | 3          | 5          | 0          | 5     | 7     | 0     |
| Northern Illinois | 1          | 6          | 0          | 2     | 10    | 0     |

| Chippewas de Central Michigan | 35-10 | Redhawks de Miami |

### Mountain West Conference
Les Cougars de Brigham Young sont champions de conférence.
| Équipe           | Conférence | Conférence | Conférence | Total | Total | Total |
| Équipe           | V          | D          | N          | V     | D     | N     |
| ---------------- | ---------- | ---------- | ---------- | ----- | ----- | ----- |
| Brigham Young    | 8          | 0          | 0          | 11    | 2     | 0     |
| Air Force        | 6          | 2          | 0          | 9     | 4     | 0     |
| New Mexico       | 5          | 3          | 0          | 9     | 4     | 0     |
| Utah             | 5          | 3          | 0          | 9     | 4     | 0     |
| Texas Christian  | 4          | 4          | 0          | 8     | 5     | 0     |
| San Diego State  | 3          | 5          | 0          | 4     | 8     | 0     |
| Wyoming          | 2          | 6          | 0          | 5     | 7     | 0     |
| Colorado State   | 2          | 6          | 0          | 3     | 9     | 0     |
| Nevada-Las Vegas | 1          | 7          | 0          | 2     | 10    | 0     |

### Pacific Ten Conference
Les Trojans de l'USC et les Sun Devils d'Arizona State sont co-champions de conférence.
| Équipe           | Conférence | Conférence | Conférence | Total | Total | Total |
| Équipe           | V          | D          | N          | V     | D     | N     |
| ---------------- | ---------- | ---------- | ---------- | ----- | ----- | ----- |
| USC              | 7          | 2          | 0          | 11    | 2     | 0     |
| Arizona State    | 7          | 2          | 0          | 10    | 3     | 0     |
| Oregon State     | 6          | 3          | 0          | 9     | 4     | 0     |
| Oregon           | 5          | 4          | 0          | 9     | 4     | 0     |
| UCLA             | 5          | 4          | 0          | 6     | 7     | 0     |
| Arizona          | 4          | 5          | 0          | 5     | 7     | 0     |
| California       | 3          | 6          | 0          | 7     | 6     | 0     |
| Washington State | 3          | 6          | 0          | 5     | 7     | 0     |
| Stanford         | 3          | 6          | 0          | 4     | 8     | 0     |
| Washington       | 2          | 7          | 0          | 4     | 9     | 0     |

### Southeastern Conference
Les Tigers de LSU s'imposent contre les Volunteers du Tennessee et se couronnent champions de conférence.
| Équipe         | Conférence | Conférence | Conférence | Total | Total | Total |
| Équipe         | V          | D          | N          | V     | D     | N     |
| -------------- | ---------- | ---------- | ---------- | ----- | ----- | ----- |
| Georgia        | 6          | 2          | 0          | 11    | 2     | 0     |
| Tennessee      | 6          | 2          | 0          | 10    | 4     | 0     |
| Florida        | 5          | 3          | 0          | 9     | 4     | 0     |
| Kentucky       | 3          | 5          | 0          | 8     | 5     | 0     |
| South Carolina | 3          | 5          | 0          | 6     | 6     | 0     |
| Vanderbilt     | 2          | 6          | 0          | 5     | 7     | 0     |

| Équipe            | Conférence | Conférence | Conférence | Total | Total | Total |
| Équipe            | V          | D          | N          | V     | D     | N     |
| ----------------- | ---------- | ---------- | ---------- | ----- | ----- | ----- |
| LSU               | 6          | 2          | 0          | 12    | 2     | 0     |
| Auburn            | 5          | 3          | 0          | 9     | 4     | 0     |
| Arkansas          | 4          | 4          | 0          | 8     | 5     | 0     |
| Mississippi State | 4          | 4          | 0          | 8     | 5     | 0     |
| Alabama           | 4          | 4          | 0          | 7     | 6     | 0     |
| Ole Miss          | 0          | 8          | 0          | 3     | 9     | 0     |

| Tigers de LSU | 21-14 | Volunteers du Tennessee |

### Sun Belt Conference
Les Trojans de Troy et les Owls de Florida Atlantic sont sacrés co-champions de conférence.
| Équipe                 | Conférence | Conférence | Conférence | Total | Total | Total |
| Équipe                 | V          | D          | N          | V     | D     | N     |
| ---------------------- | ---------- | ---------- | ---------- | ----- | ----- | ----- |
| Florida Atlantic       | 6          | 1          | 0          | 8     | 5     | 0     |
| Troy                   | 6          | 1          | 0          | 8     | 4     | 0     |
| Louisiana-Monroe       | 4          | 3          | 0          | 6     | 6     | 0     |
| Middle Tennessee State | 4          | 3          | 0          | 5     | 7     | 0     |
| Arkansas State         | 3          | 4          | 0          | 5     | 7     | 0     |
| Louisiana              | 3          | 4          | 0          | 3     | 9     | 0     |
| North Texas            | 1          | 6          | 0          | 2     | 10    | 0     |
| Florida International  | 1          | 6          | 0          | 1     | 11    | 0     |

### Western Athletic Conference
Les Rainbow Warriors d'Hawaï remportent la conférence.
| Équipe           | Conférence | Conférence | Conférence | Total | Total | Total |
| Équipe           | V          | D          | N          | V     | D     | N     |
| ---------------- | ---------- | ---------- | ---------- | ----- | ----- | ----- |
| Hawaii           | 8          | 0          | 0          | 12    | 1     | 0     |
| Boise State      | 7          | 1          | 0          | 10    | 3     | 0     |
| Fresno State     | 6          | 2          | 0          | 9     | 4     | 0     |
| Louisiana Tech   | 4          | 4          | 0          | 5     | 7     | 0     |
| Nevada           | 4          | 4          | 0          | 6     | 7     | 0     |
| San Jose State   | 4          | 4          | 0          | 5     | 7     | 0     |
| Utah State       | 2          | 6          | 0          | 2     | 10    | 0     |
| New Mexico State | 1          | 7          | 0          | 4     | 9     | 0     |
| Idaho            | 0          | 8          | 0          | 1     | 11    | 0     |

### Équipes indépendantes
| Équipe     | Total | Total | Total |
| Équipe     | V     | D     | N     |
| ---------- | ----- | ----- | ----- |
| Navy       | 8     | 5     | 0     |
| Army       | 3     | 9     | 0     |
| Notre Dame | 3     | 9     | 0     |

## Les Bowls

### Bowl Championship Series
| Bowl                                                         | Date             | Équipe visiteuse | Équipe à domicile        | Score | Réf    |
| ------------------------------------------------------------ | ---------------- | ---------------- | ------------------------ | ----- | ------ |
| BCS National Championship Game (Nouvelle-Orléans, Louisiane) | 7 janvier 2008   | #2 Tigers de LSU | #1 Buckeyes d'Ohio State | 38–24 | [ 53 ] |
| Rose Bowl (Pasadena, Californie)                             | 1er janvier 2008 | #13 Illinois     | #7 Southern California   | 49–17 | [ 54 ] |
| Sugar Bowl (Nouvelle-Orléans, Louisiane)                     | 1er janvier 2008 | #10 Hawaiï       | #5 Georgia               | 41–10 | [ 55 ] |
| Fiesta Bowl (Glendale, Arizona)                              | 2 janvier 2008   | #9 West Virginia | #4 Oklahoma              | 48–28 | [ 56 ] |
| Orange Bowl (Miami Gardens, Floride)                         | 3 janvier 2008   | #8 Kansas        | #3 Virginia Tech         | 24–21 | [ 57 ] |

### Les bowls de janvier
| Bowl               | Date             | Équipe visiteuse           | Équipe à domicile         | Score | Réf    |
| ------------------ | ---------------- | -------------------------- | ------------------------- | ----- | ------ |
| GMAC Bowl          | 6 janvier 2008   | Falcons de Bowling Green   | Golden Hurricane de Tulsa | 63–7  | [ 58 ] |
| International Bowl | 5 janvier 2008   | Scarlet Knights de Rutgers | Cardinals de Ball State   | 52–30 | [ 59 ] |
| Cotton Bowl        | 1er janvier 2008 | Tigers du Missouri         | Razorbacks de l'Arkansas  | 38–7  | [ 60 ] |
| Capital One Bowl   | 1er janvier 2008 | Wolverines du Michigan     | Gators de la Floride      | 41–35 | [ 61 ] |
| Gator Bowl         | 1er janvier 2008 | Red Raiders de Texas Tech  | Cavaliers de la Virginie  | 31–28 | [ 62 ] |
| Outback Bowl       | 1er janvier 2007 | Badgers du Wisconsin       | Volunteers du Tennessee   | 21–17 | [ 63 ] |

### Les bowls de décembre
| Bowl                  | Date             | Équipe visiteuse | Équipe à domicile | Score      | Réf    |
| --------------------- | ---------------- | ---------------- | ----------------- | ---------- | ------ |
| Poinsettia Bowl       | 20 décembre 2007 | Utah             | Navy              | 35–32      | [ 64 ] |
| New Orleans Bowl      | 21 décembre 2007 | Memphis          | Florida Atlantic  | 44–27      | [ 65 ] |
| PapaJohns.com Bowl    | 22 décembre 2007 | Southern Miss    | Cincinnati        | 31–21      | [ 66 ] |
| New Mexico Bowl       | 22 décembre 2007 | Nevada           | New Mexico        | 23–0       | [ 67 ] |
| Las Vegas Bowl        | 22 décembre 2007 | UCLA             | BYU               | 17–16      | [ 68 ] |
| Hawaii Bowl           | 23 décembre 2007 | Boise State      | East Carolina     | 41–38      | [ 69 ] |
| Motor City Bowl       | 26 décembre 2007 | Purdue           | Central Michigan  | 51–48      | [ 70 ] |
| Holiday Bowl          | 27 décembre 2007 | Arizona State    | Texas             | 52–34      | [ 71 ] |
| Champs Sports Bowl    | 28 décembre 2007 | Boston College   | Michigan State    | 24–21      | [ 72 ] |
| Texas Bowl            | 28 décembre 2007 | TCU              | Houston           | 20–13      | [ 73 ] |
| Emerald Bowl          | 28 décembre 2007 | Maryland         | Oregon State      | 21–14      | [ 74 ] |
| Meineke Car Care Bowl | 29 décembre 2007 | Connecticut      | Wake Forest       | 24–10      | [ 75 ] |
| Liberty Bowl          | 29 décembre 2007 | UCF              | Mississippi State | 10–3       | [ 76 ] |
| Alamo Bowl            | 29 décembre 2007 | Penn State       | Texas A&M         | 24–17      | [ 77 ] |
| Independence Bowl     | 30 décembre 2007 | Alabama          | Colorado          | 30–24      | [ 78 ] |
| Armed Forces Bowl     | 31 décembre 2007 | California       | Air Force         | 42–36      | [ 79 ] |
| Sun Bowl              | 31 décembre 2007 | South Florida    | Oregon            | 56–21      | [ 80 ] |
| Humanitarian Bowl     | 31 décembre 2007 | Georgia Tech     | Fresno State      | 40–28      | [ 81 ] |
| Music City Bowl       | 31 décembre 2007 | Kentucky         | Florida State     | 35–28      | [ 82 ] |
| Insight Bowl          | 31 décembre 2007 | Indiana          | Oklahoma State    | 49–33      | [ 83 ] |
| Chick-fil-A Bowl      | 31 décembre 2007 | Clemson          | Auburn            | 23–20 (OT) | [ 84 ] |

### Matchs All-Star
- Cornerstone Bancard Hula Bowl – 12 janvier 2008, Aloha Stadium, ʻAiea, Hawaï– Aina (Est) 38, Kai (Ouest) 7.
- East–West Shrine Game (en) – 19 janvier 2008, Robertson Stadium, Houston, Texas – Ouest 31, Est 17.
- Under Armour Senior Bowl – 26 janvier 2008, Ladd–Peebles Stadium, Mobile, Alabama – Sud 17, Nord 16.
- Western Refining Texas vs. The Nation Game (en) – 2 février 2008, UTEP Sun Bowl Stadium, El Paso, Texas – Texas 41, The Nation 14

### Bowl Challenge Cup
La Bowl Challenge Cup (en) est créée par ESPN en 2001 en tant que compétition entre les conférences de la Division I Bowl Subdivision de la NCAA (anciennement connue sous le nom de division I-A) afin de déterminer laquelle est la meilleure équipe des matchs de bowl de la saison.
La conférence Sun Belt, représentée par les Owls de Florida Atlantic, n’est pas éligible pour la Bowl Challenge Cup car elle n’a qu’une seule équipe la représentant. Les conférences doivent en avoir un minimum de trois pour faire partie du challenge.
| Conférence       | G | P | Pct  |
| ---------------- | - | - | ---- |
| Mountain West    | 4 | 1 | .800 |
| Southeastern     | 7 | 2 | .777 |
| Pacific-10       | 4 | 2 | .667 |
| Big 12           | 5 | 3 | .625 |
| Big East         | 3 | 2 | .600 |
| Big Ten          | 3 | 5 | .375 |
| Conference USA   | 2 | 4 | .333 |
| Atlantic Coast   | 2 | 6 | .250 |
| Western Athletic | 1 | 3 | .250 |
| Mid-American     | 0 | 3 | .000 |

## Récompenses et honneurs

### Trophée Heisman
Le Trophée Heisman est attribué au joueur le plus remarquable de l'année. Les votes de la saison 2007 : 
- 1. Tim Tebow, Sophomore, Florida, Quarterback (1,957 pts)
- 2. Darren McFadden, Junior, Arkansas, Running back (1,703 pts)
- 3. Colt Brennan (en), Senior, Hawaï, Quarterback (632 pts)
- 4. Chase Daniel (en) Junior, Missouri, Quarterback (425 pts)
- 5. Dennis Dixon, Senior, Oregon, Quarterback (178 pts)

### Vainqueurs des trophées majeurs
- Walter Camp Award : Darren McFadden, Arkansas[88]
- Maxwell Award : Tim Tebow, Florida[88]
- Bronko Nagurski Trophy : Glenn Dorsey, LSU[89]
- Chuck Bednarik Award : Dan Connor (en), Penn St[88]
- Dave Rimington Trophy : Jonathan Luigs (en), Arkansas[90]
- Davey O'Brien Award : Tim Tebow, Florida[88]
- Dick Butkus Award : James Laurinaitis, Ohio State[91]
- Doak Walker Award : Darren McFadden, Arkansas[88]
- Trophée William V. Campbell : Dallas Griffin, Texas[92]
- Fred Biletnikoff Award : Michael Crabtree, Texas Tech[88]
- Jim Thorpe Award : Antoine Cason, Arizona[88]
- John Mackey Award : Fred Davis (en), USC[93]
- Johnny Unitas Award : Matt Ryan, Boston College[94]
- Lombardi Award : Glenn Dorsey, LSU[95]
- Lott Trophy : Glenn Dorsey, LSU[95]
- Lou Groza Award : Thomas Weber, Arizona St[88]
- Manning Award : Matt Ryan, Boston College[96]
- Outland Trophy : Glenn Dorsey, LSU[88]
- Ray Guy Award : Durant Brooks (en), Georgia Tech[88]
- Ted Hendricks Award : Chris Long, Virginia[97]
- Wuerffel Trophy : Paul Smith, Tulsa[98]
- The Home Depot Coach of the Year Award: Mark Mangino (en), Kansas[88]
- Associated Press Entraîneur de l'année: Mark Mangino, Kansas[99]
- Paul Bear Bryant Award : Mark Mangino, Kansas[100]
- Walter Camp Coach of the Year : Mark Mangino, Kansas[101]
- Broyles Award : Jim Heacock (en), Ohio State[102]

### Équipes All-American
Les élections sont faites par l'Associated Press.

#### Offense
- QB: Tim Tebow, Sophomore, Florida.
- RB: Darren McFadden, Junior, Arkansas; Kevin Smith (en), Junior, UCF.
- WR: Michael Crabtree, Freshman, Texas Tech; Jordy Nelson, Senior, Kansas State.
- OT: Jake Long, Senior, Michigan; Anthony Collins (en), Junior, Kansas.
- G: Duke Robinson (en), Junior, Oklahoma; Martin O'Donnell, Senior, Illinois.
- C: Steve Justice (en), Senior, Wake Forest.
- TE : Martin Rucker, Senior, Missouri.
- All-purpose: Jeremy Maclin, Freshman, Missouri.
- K: Thomas Weber, Freshman, Arizona State.

#### Defense
- DE: Chris Long, Senior, Virginia; George Selvie (en), Sophomore, South Florida.
- DT: Glenn Dorsey, Senior, LSU; Sedrick Ellis, Senior, USC.
- LB: Dan Connor (en), Senior, Penn State; James Laurinaitis, Junior, Ohio State; Jordon Dizon (en), Senior, Colorado.
- CB: Aqib Talib, Junior, Kansas; Antoine Cason, Senior, Arizona.
- S: Craig Steltz (en), Senior, LSU; Jamie Silva (en), Senior, Boston College.
- P: Kevin Huber (en), Jr., Cincinnati.

## Changements d'entraîneur

### Pré-saison
| Équipe  | Ancien coach         | Nouveau coach   |
| ------- | -------------------- | --------------- |
| Indiana | Terry Hoeppner (en), | Bill Lynch (en) |

### Post-saison
| Équipe            | Ancien coach      | Coach intérimaire | Nouveau coach   |
| ----------------- | ----------------- | ----------------- | --------------- |
| Arkansas          | Houston Nutt      | Reggie Herring    | Bobby Petrino   |
| Baylor            | Guy Morriss       |                   | Art Briles      |
| Colorado State    | Sonny Lubick      |                   | Steve Fairchild |
| Duke              | Ted Roof          |                   | David Cutcliffe |
| Georgia Tech      | Chan Gailey       | Jon Tenuta        | Paul Johnson    |
| Hawaï             | June Jones        |                   | Greg McMackin   |
| Houston           | Art Briles        | Chris Thurmond    | Kevin Sumlin    |
| Michigan          | Lloyd Carr        |                   | Rich Rodriguez  |
| Mississippi       | Ed Orgeron        |                   | Houston Nutt    |
| Navy              | Paul Johnson      |                   | Ken Niumatalolo |
| Nebraska          | Bill Callahan     | Tom Osborne       | Bo Pelini       |
| Northern Illinois | Joe Novak         |                   | Jerry Kill      |
| SMU               | Phil Bennett      |                   | June Jones      |
| Southern Miss     | Jeff Bower        |                   | Larry Fedora    |
| Texas A&M         | Dennis Franchione | Gary Darnell      | Mike Sherman    |
| UCLA              | Karl Dorrell      | DeWayne Walker    | Rick Neuheisel  |
| Washington State  | Bill Doba         |                   | Paul Wulff      |
| West Virginia     | Rich Rodriguez    | Bill Stewart      | Bill Stewart    |